# Heteromeringia decora
Heteromeringia decora är en tvåvingeart som beskrevs av Lonsdale och Marshall 2007. Heteromeringia decora ingår i släktet Heteromeringia och familjen träflugor. Inga underarter finns listade i Catalogue of Life.